# うぐいす住宅
うぐいす住宅は、東京都渋谷区鶯谷町にある団地。「うぐいす団地」「ウグジュー」などと呼ばれることもある。昭和の渋谷～代官山を見守ってきたシンボル的存在。
分譲型の全5棟148戸。山本邸があった土地を1957年（昭和32年）に日本住宅公団が取得。1958年築、同11月に入居開始。昭和30年代の高度経済成長期における団地ブームの第一号ともいえる存在で、まだ繁華街としては発展していない渋谷に堂々誕生する。一帯は、明治時代より華族や文化人の住居地区として使用されてきた経緯をもつ。住人専用の敷地内には公園もあり緑に溢れ、落成当時は当たり前だったといえる広さだが、開発の進んだ現在(2010年)では非常に贅沢な敷地面積になっている。
2009年に解体工事が開始された。